# マチレス

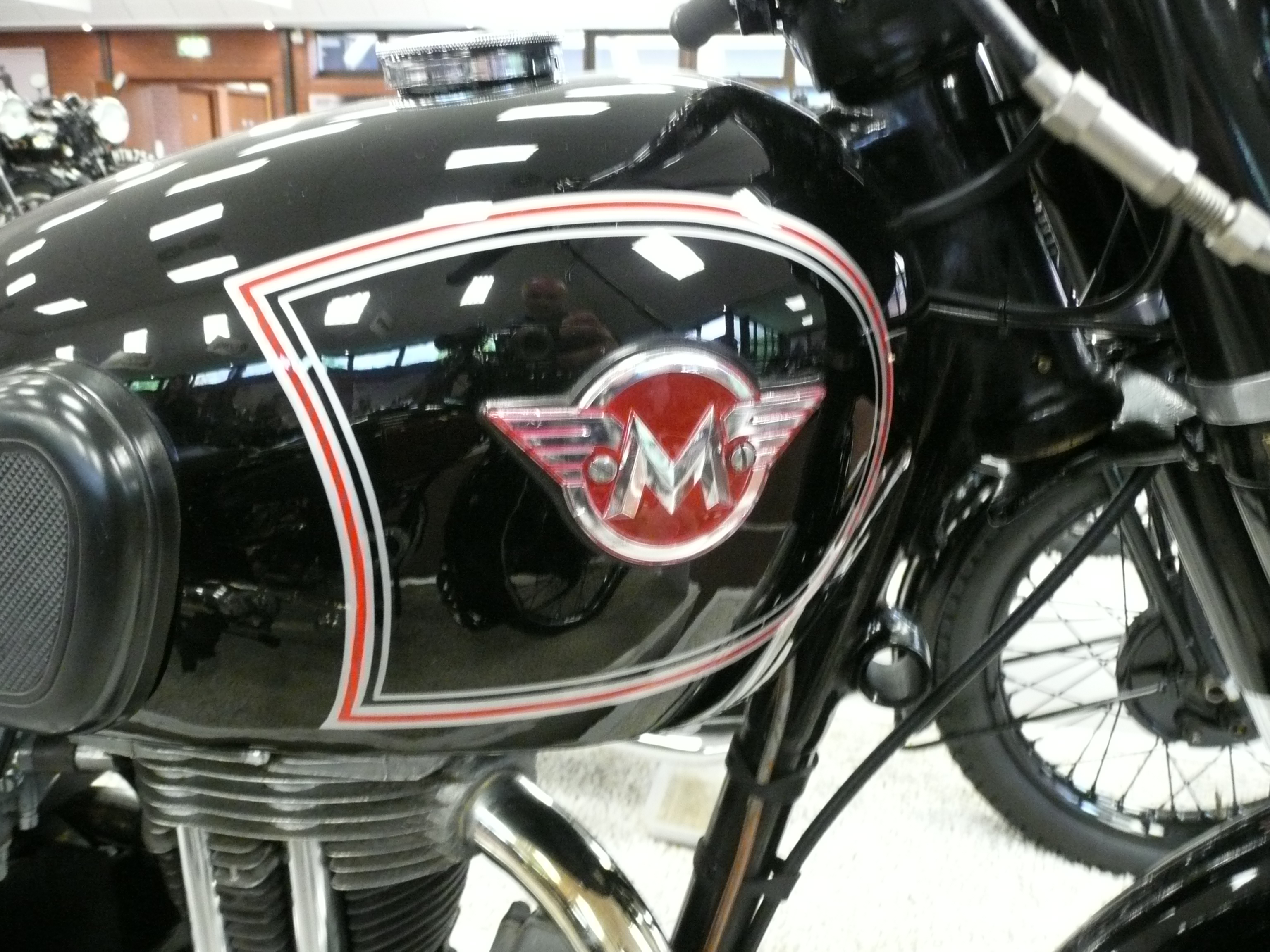

マチレス（Matchless）は、かつてイギリスに存在したオートバイのメーカー、ブランドである。日本語ではマッチレスと表記される場合もある。

## 概要
マチレスの最初のモデルは20世紀初頭に生産されており、イギリスで最も古いオートバイメーカーのひとつである。メーカーとしてのマチレス社は1899年から1966年までの間、ロンドン郊外のプラムステッドに存在していた。2ストロークの小型モデルから750cc4ストローク2気筒エンジンのモデルまで、幅広いラインナップがマチレスブランドの元に生産されていた。
長い歴史の中でモータースポーツにおいても成功を収めており、1907年の第一回マン島TTレース単気筒クラスではチャーリー・コリアーのライディングで勝利を飾っている。
1938年にマチレスはAJSと共にAMC ( Associated Motor Cycles ) の一部となったが、両社はそれぞれ自身のブランドでオートバイ製造を続けた。しかし1960年代にはイギリスのオートバイ産業を再編の波が襲い、長い歴史を誇ったマチレスの2気筒モデルはノートンブランドに引き継がれた。1969年には単気筒モデルも生産を終了した。

## 歴史

### 設立

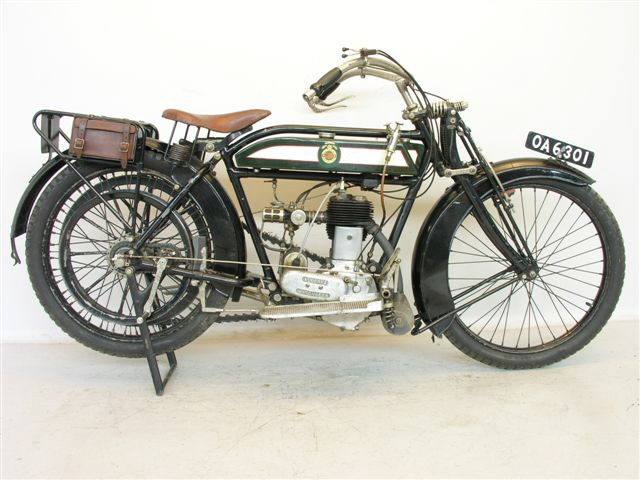
マチレス 4 pk（1914年）

マチレスの最初のモデルは1899年に造られ、1901年から生産が始まった。マチレス社を創業したのはヘンリー・ハーバート・コリアー ( Henry Herbert Collier ) と二人の息子、チャーリー ( Charlie ) とハリー ( Harry ) である。マチレスのオートバイのガソリンタンクには、翼のあるアルファベットのMをかたどったエンブレムのタンクバッジが付けられた。
当時の他の多くのオートバイメーカーと同様に、マチレスも自転車のフレームにエンジンを搭載することからスタートした。1905年には最初期のスイングアーム式リアサスペンションとリーディングリンク式フロントフォークを持ち、JAP製V型2気筒エンジンを搭載したバイクを製造した。
1907年にはこの年に始まったマン島TTレースの単気筒クラス出場したチャーリーが平均速度38.21mph、4時間8分8秒のタイムで優勝を飾った。ハリーも1907年こそ完走できずに終わったものの1909年には優勝し、翌1910年にはチャーリーが2勝目を挙げた。彼らの活躍によってマチレスのオートバイは人々の注目を集めるようになった。
初期のマチレスは単気筒エンジンのモデルが中心だったが、496ccから998ccの排気量のV型2気筒エンジンのモデルも少数生産されていた。当初は他社製エンジンを搭載していたが、1912年からはエンジンも自社生産するようになった。

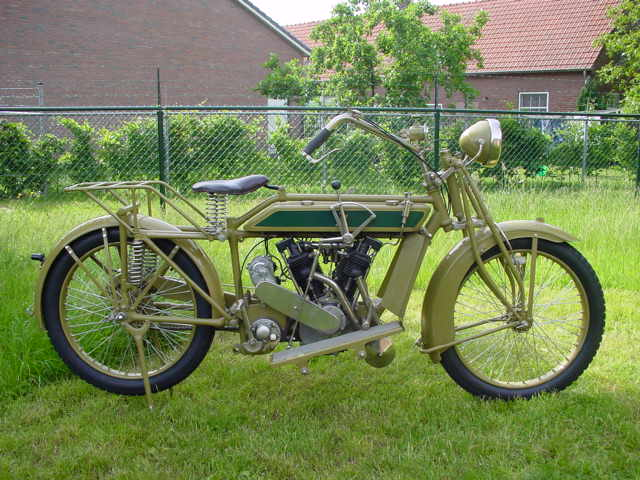
マチレス タイプH（1921年）

第一次世界大戦中は軍用オートバイの契約が取れなかったためにほとんど生産を行わず、大戦後の1919年に生産を再開。最初はサイドカー用のV型2気筒モデルの生産に集中し、単気筒モデルの生産再開は1923年からだった。
1926年、マチレスの創業者の一人であるヘンリー・コリアーが死去。会社は息子たちによって引き継がれ、それまでの有限会社から株式会社になった。1929年にはチャーリーの設計によるシルバーアロー ( Silver Arrow ) と名付けられた394ccV型2気筒SVエンジンのモデルを発表した。シルバーアローのV型エンジンは18度という非常に狭いバンク角を持ち、そのために前後のシリンダーは一体化しており、一見すると前後に長い単気筒エンジンに見えた。また排気管は2気筒分のマニホールドがシリンダーブロックの右角から取り出され、キャブレターはブロック左側の中央に配置されるという、特異なレイアウトも人目を引いた。

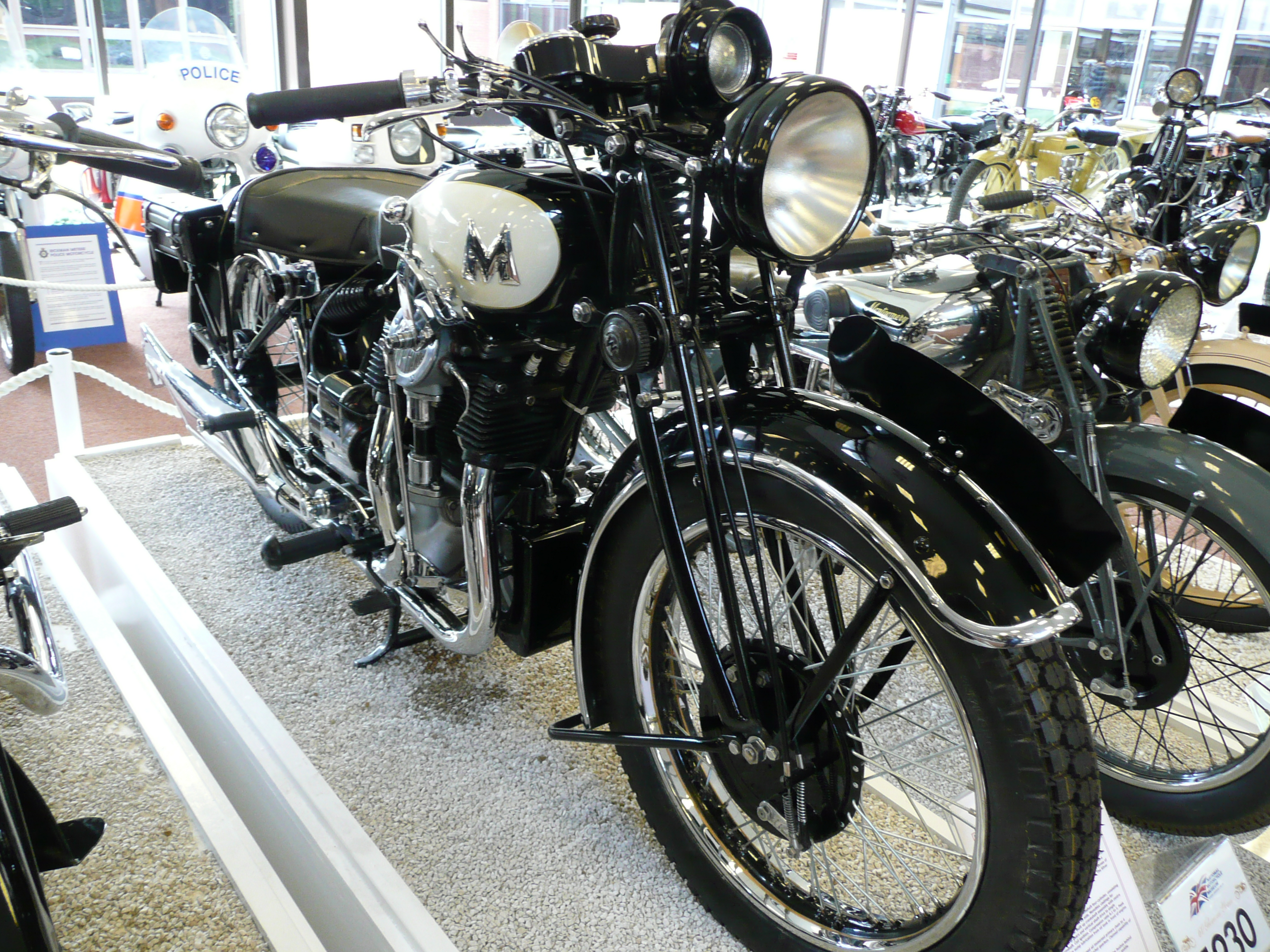
マチレス・シルバーホーク（1931年）

1931年には当時としては最新メカニズムであるV型4気筒593ccのシルバーホーク ( Silver Hawk ) を発表した。シルバーホークはコリアー兄弟の末弟であるバート ( Bert ) によるデザインで、バートは第二次世界大戦が始まるまでマチレスの設計部門の責任者を務めた。
また、1931年にはAJSブランドをAJS創業者のスティーブンス兄弟から購入。以後はマチレスブランドに加えて古くからのAJSファンを考慮してAJSブランドのモデルも販売するようになったが、熱心なAJSのファンはこの合併によってAJSブランドの独自性がなくなったとして、これ以降の「本当に」AJSと呼べるオートバイはレーシングマシンの7Rシリーズ、1947年発表のポーキュパイン（ Porcupines、ヤマアラシの意）、戦前に造られたフォア ( Four ) だけだとする者もいる。1930年代後半には同様にサンビームブランドを購入するが、こちらは1943年にBSAに売却されている。

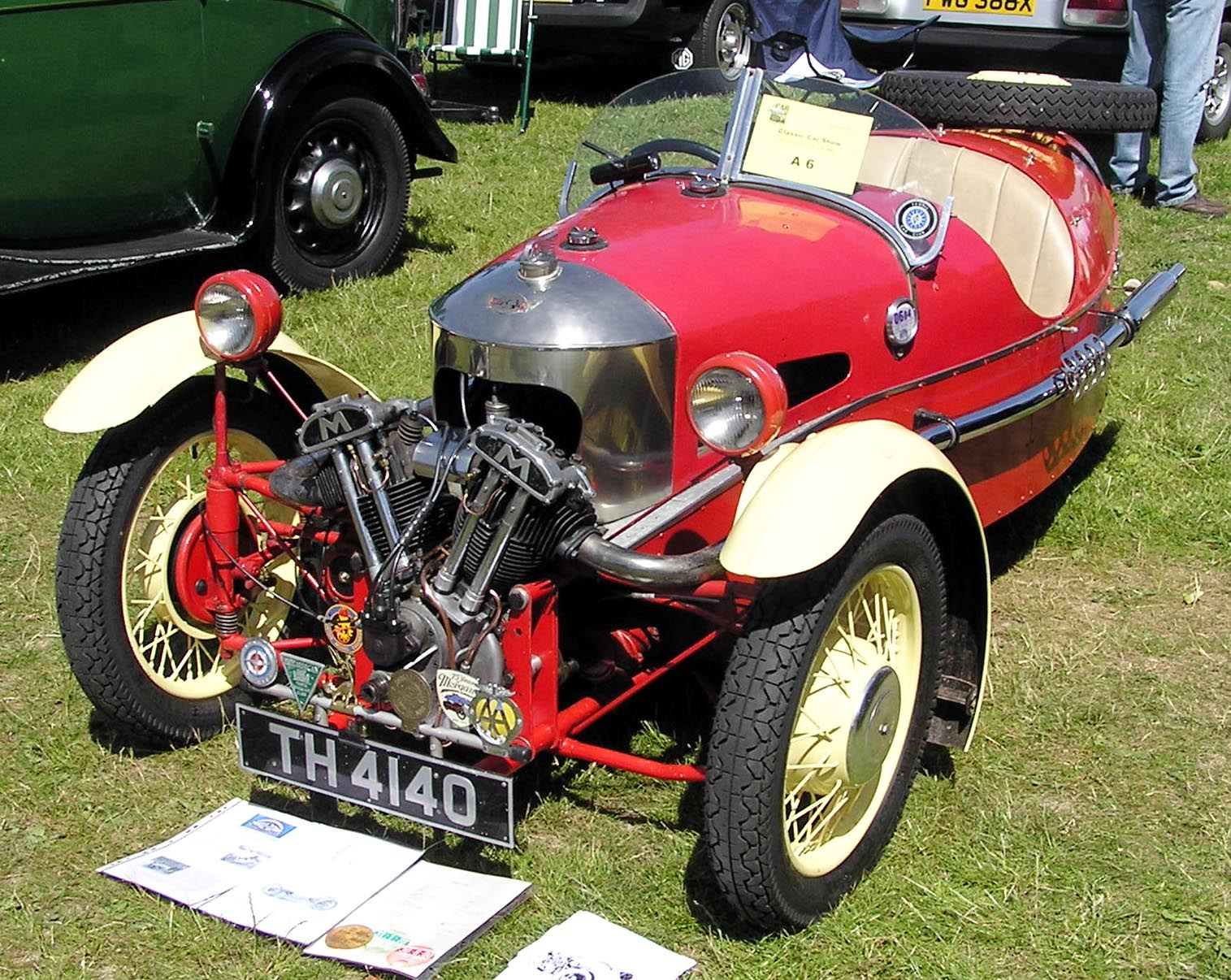
マチレスのエンジンを搭載したモーガン・スーパースポーツ（1934年）

1933年からモーガン社に3ホイーラー用Vツインエンジンの供給を開始。3ホイーラーはいくつかのオートバイ用エンジンを搭載していたが、1935年からはVツインバージョンに関してはマチレスの独占供給となり、この関係は1939年の第二次大戦勃発まで続いた。戦後の1946年にはモーガンの工場に残っていたマチレスの未使用エンジンを使って最終ロットとなる3ホイーラーが組み立てられ、オーストラリアのディーラーで販売された。
1935年のマチレス / AJSのオートバイでは、ヘアピン・バルブ・スプリングが初めて使われた。
1935年から1940年にかけては、ブラフ・シューペリアにもオートバイ用のエンジンを供給していた。これはブラフ・シューペリア専用に造られたエンジンで、マチレス自身のオートバイに搭載されたエンジンとはバルブの駆動方式やポートの大きさなどが異なる仕様の物だった。

### AMC時代（1938年 - 1966年）
1938年、マチレスやAJSを統括する親会社として AMC ( Associated Motor Cycles ) が設立された。AMCは後にフランシス・バーネット ( en:Francis-Barnett ) やジェイムズ ( en:James Cycle Co ) 、ノートンといったオートバイメーカーを吸収していった。

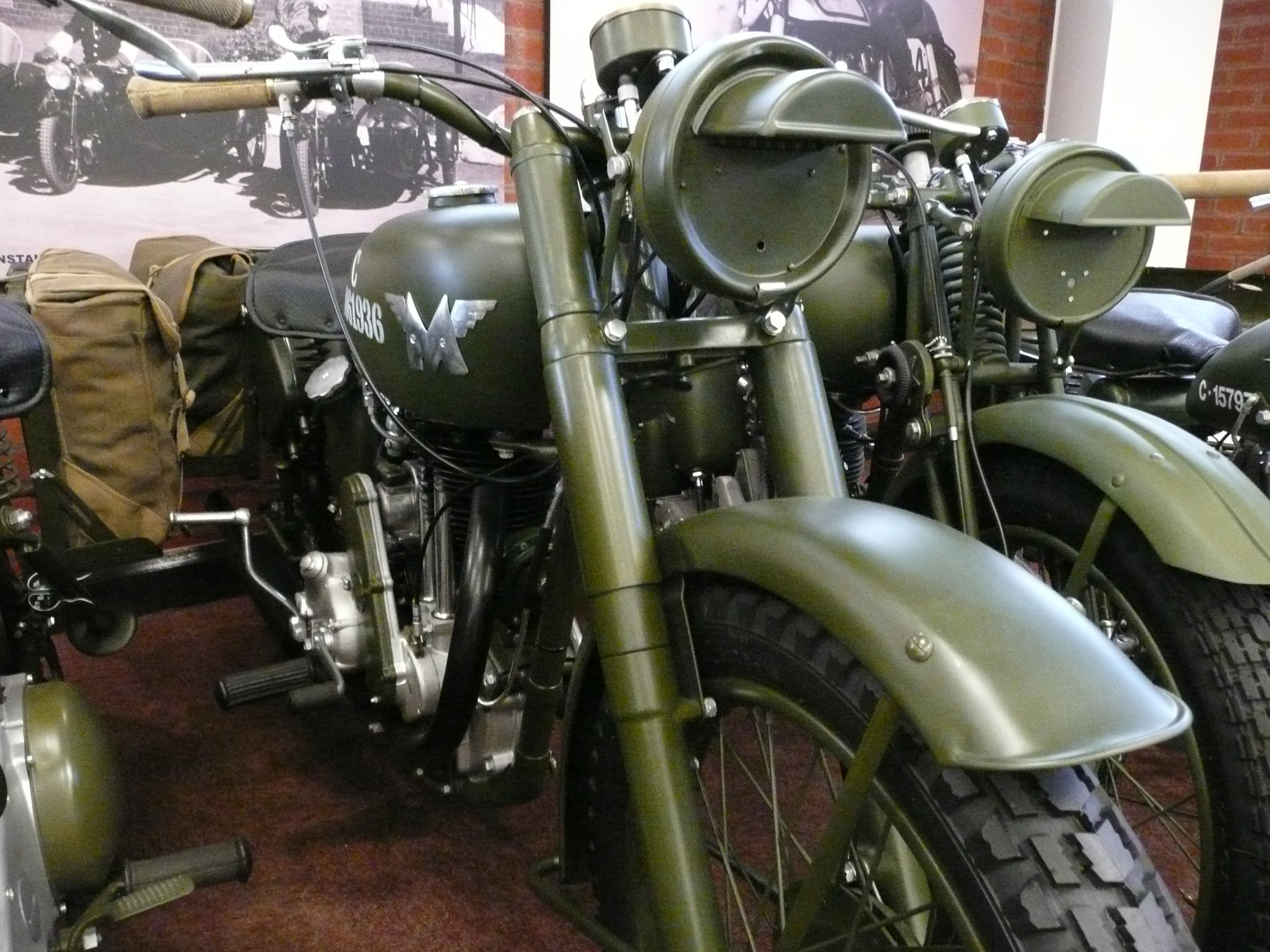
マチレス G3L（1941年）

第二次世界大戦中は、マチレスは軍用として80,000台の G3 および G3L を生産した。1941年に生産を始めたG3Lにはテレドローリック・フォークと呼ばれるフロント・サスペンションを採用していたが、これはマチレスのオートバイとしては初めてのテレスコピック式フロントフォークである。テレドローリック・フォークは25年間に渡るオートバイのサスペンションの歴史の中で最も大きな革新であると評価する者もいた。
戦後はマチレス / AJS両ブランドの350ccモデルと、戦時中の伝説的な軍用オートバイであったG3を発展させた500cc単気筒のマチレス・G80 から生産を再開した。1948年からは競技用マシンの製造を始め、数々の勝利を記録した。
1949年にはマチレス / AJSで初めてのバーチカルツインエンジンの500ccモデルを発売、1956年には600cc、1959年には650ccモデルへと発展した。
レース用モデルではAMCはスーパーチャージャーを装備した AJS・ポーキュパインや AJS・7R などを生産し、1949年に始まったロードレース世界選手権ではスーパーチャージャーを取り外したポーキュパインでレスリー・グラハムが500ccクラスの初代チャンピオンに輝いている。

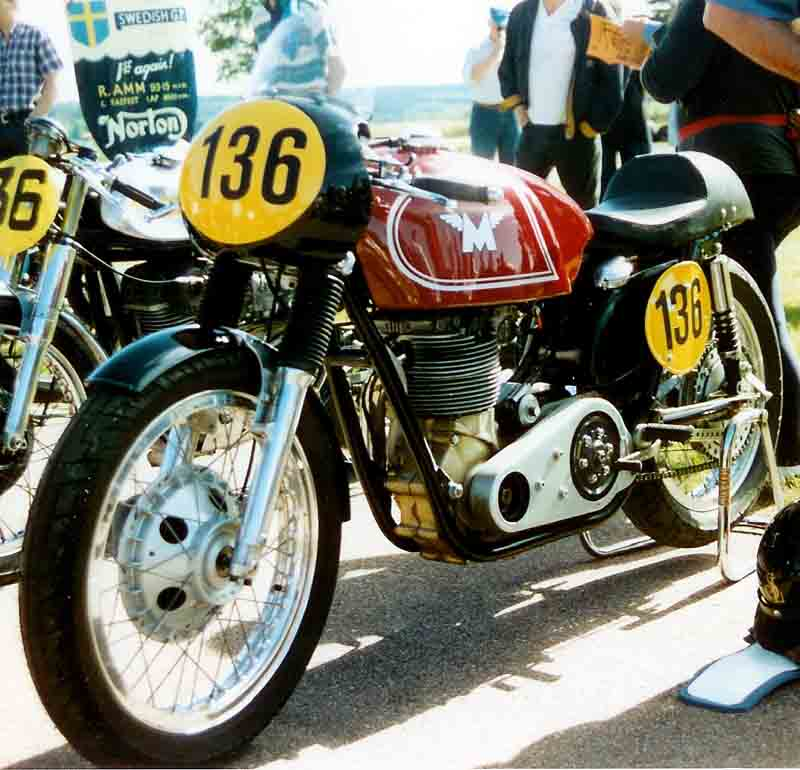
マチレス G50（1958年）

1952年にはマチレス・G9 のバーチカルツインをチューニングした500ccエンジンを、7Rをベースとしたフレームに搭載したマチレス・G45 を開発。G45はデレック・ファラントのライディングにより平均速度88.65mphでマンクス・グランプリに勝利した。AMCはG45の量産を開始し、11月にアールズ・コートで開催されたモーターショーに出品した。量産型G45はファンに受け入れられ、、多くのクラブマン（アマチュア・レーサー）がマチレス / AJSの500ccや350ccの市販レーサーでレースに出場した。しかし1954年になるとヨーロッパでオートバイメーカーの競争が激化し、開発責任者のアイク・ハッチ ( Ike Hatch ) が死去したことも重なってAMCはこの年の終わりにワークス活動から撤退することを決定した。ただし市販レーサーの製造販売は続けており、1959年にはプライベーター用の市販レーサーであるマチレス・G50 を発売。G50はボア・ストローク 90.0 x 78.0 mm 、出力50 bhp で最高速度135 mph ( 217 km/h ) を誇り、ライバルであったノートン・マンクスにスペックではわずかに劣っていたものの、軽量な車体を生かしてタイトなサーキットでは度々マンクスを打ち負かした。
1958年にマチレス / AJSのロードモデルは250ccクラスの市場に参入し、1960年には350ccの軽量単気筒モデルをラインナップに加えた。

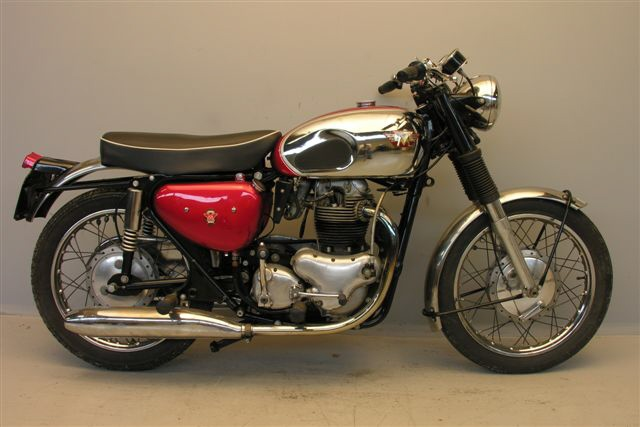
マチレス G15CSR（1968年）

G15 は、前作の G12 の長所を受け継ぎつつフレーム、フロントフォーク、リヤスイングアーム、プライマリーチェーンケース、トランスミッション、駆動系、潤滑系と多岐に渡る改良を受けたモデルである。G15シリーズは、AMCが所有する三つのブランドからそれぞれリリースされた。まずマチレスブランドとして G15CS と G15CSR から成るG15シリーズ、AJSからは M33Mk2、M33CS、M33CSR のバリエーションを持つ Model 33 シリーズ、そしてノートンのロードスター、N15CS である。G15シリーズは1963年から生産が始まり、当初は輸出専用モデルであったが1965年からはイギリスでも販売された。
マチレス・G85CS は圧縮比 12 : 1 で低回転から扱いやすく改良された500ccエンジンを搭載したモデルで、1920年代以来の古い設計のオイルポンプがノートン製のギヤ駆動式のものに交換されていた。この改良は元々は1964年に350cc / 500cc のロードスターモデルに対して成されたもので、その後にG85SCにも加えられた。新しいオイルポンプは高性能単気筒エンジンの高回転域でも安定したオイル供給を可能にしていた。G85CSは1966年には更に改良され、新しいピストンによって圧縮比は更に 12.5 : 1 にまで高められた。またアマル製GPキャブレターの標準装備によって、始動性に難があったものの 41 bhp / 6500 rpm の最高出力を発揮した。
P11 はG85CSのフレームを変更し、強化したフロントフォーク、完全新設計の駆動系、潤滑系やチェーンケースなどいくつかの改良を加えたモデルであり、AMCが生産した最後のモデルとなった。
マチレス / AJS は、快適で扱いやすく信頼性にも優れ経済的なオートバイを提供し続けた。しかし、これらの特性は商業的に成功し続けるには十分ではなく、1960年代に入ってから売り上げは落ち込み続けていた。1960年にチーフ・デザイナーのバート・ホップウッド ( en:Bert Hopwood ) がAMCを辞め、メリデンに拠点があったトライアンフに移籍したが、この年にAMCが計上した利益は、同じイギリスのオートバイメーカーであるBSAの利益が350万ポンドであったのに対して、わずかに20万ポンド程度だった。そして翌1961年には35万ポンドの赤字となり、1962年には既にAMC傘下となっていたノートンのバーミンガム工場を閉鎖し、ノートンとマチレスの生産拠点を一本化するなどの合理化をはかるが、状況は明らかに厳しくなりつつあった。AMCはノートンは2気筒モデルに、マチレス / AJSは単気筒モデルにラインナップを絞るという決定を下すがこの戦略も功を奏することはなく、ついには生産中止に至りAMCは倒産、会社の資産は新会社のノートン・ビリヤーズに引き継がれた。

### ノートン・ビリヤーズ時代（1966年 - 1973年）
1966年、破産したAMCはマンガン・ブロンズ・ホールディングス ( en:Manganese Bronze Holdings ) に買収され、AMCが所有していたブランドなどの資産は新たに設立されたノートン・ビリヤーズ ( en:Norton-Villiers ) に継承された。新会社の名称にノートンが冠されたのは、この当時旧AMCグループが持っていたブランドのうちノートンだけが唯一商業的に成功を収めていたことによる。
ノートン・ビリヤーズの代表的なモデルとしてはAMC時代から引き続き生産されたP11シリーズがあり、P11（1967年）、P11A（1968年）、P11Aレンジャー（1968 / 1969年）、P11レンジャー750（1969年）などのバリエーションが存在する。P11シリーズは前記の通りマチレスのG85をベースに作られたモデルだがマチレスとノートンの両ブランドで販売され、1969年の春まで生産された。また、G15シリーズもAMC時代から引き続いて1968年まで生産された。
しかしノートン・ビリヤーズでは徐々にノートンブランドが中心となり、1969年にはマチレスブランドのオートバイは姿を消した。

### レス・ハリスによる復活（1987年）
ノートン・ビリヤーズは1973年に不振に喘いでいたBSA・トライアンフグループを吸収し、ノートン・ビリヤーズ・トライアンフ ( en:Norton Villiers Triumph ) となった。しかしこの新会社も経営難に陥り、1977年に倒産した。同社が持っていたブランドの権利は実業家のジョン・ブロアの手に移り、予備パーツのストックはオートバイパーツの製造販売を営んでいたレス・ハリス ( en:Les Harris ) が買い取った。ハリスは購入したパーツを使ってトライアンフなどの生産を限定的に再開したが、やがて自身の設計によるオートバイの製造を始め、これにジョン・ブロアの許可を得てトライアンフの名を冠して販売した。
そして1987年、ハリスはロータックス製494cc空冷SOHC単気筒エンジンを搭載したオートバイをマチレス・G80として発売した。これは1950年代に造られた同名のモデルと区別するためにハリス・マチレス・G80 と呼ばれ、セルスターターやダブルディスクブレーキを装備していた。この新たなG80は1990年まで生産されていた。